# Square de l'Amérique-Latine
Le square de l'Amérique-Latine est un espace vert du 17e arrondissement de Paris, en France.

## Situation et accès
Le square de l'Amérique-Latine est situé à la porte de Champerret, dans l'ouest du 17e arrondissement. Il occupe un espace grossièrement triangulaire au centre de la place de la Porte-de-Champerret ; le boulevard de la Somme le borde sur son côté ouest. Avec 1 825 m2,, c'est l'un des plus petits espaces verts de l'arrondissement.
Le jardin est arboré. Il dispose d'une aire de jeux pour les enfants.
L'espace vert est directement accessible par la ligne 3 à la station de métro Porte de Champerret. Le square Auguste-Balagny est situé de l'autre côté du boulevard de la Somme.

## Historique
La place de la Porte-de-Champerret est aménagée en 1926 sur la partie de l'ancienne enceinte de Thiers entre les bastions nos 48 et 49. Le jardin est créé en 1931.
En 1936, à l'initiative du comité France-Amérique, une copie de la statue équestre de Simón Bolívar par Emmanuel Frémiet y est érigée, ainsi que les bustes de Rubén Darío, José Martí, Juan Montalvo et José Enrique Rodó par le sculpteur uruguayen Pablo Mañé (es),. Les autres bustes sont élevés par la suite.
En 1980, pour le 150e anniversaire de la mort de Bolívar, sa statue est déplacée à son emplacement actuel, sur le cours la Reine. La statue de Francisco de Miranda est édifiée à son emplacement. En 1981, les bustes de Juan Montalvo et de Justo Sierra sont volés ; ils sont remplacés en 1982 par les bustes actuels. Le buste de José Enrique Rodó est à son tour dérobé en 1986 et remplacé deux ans plus tard.

## Sculptures

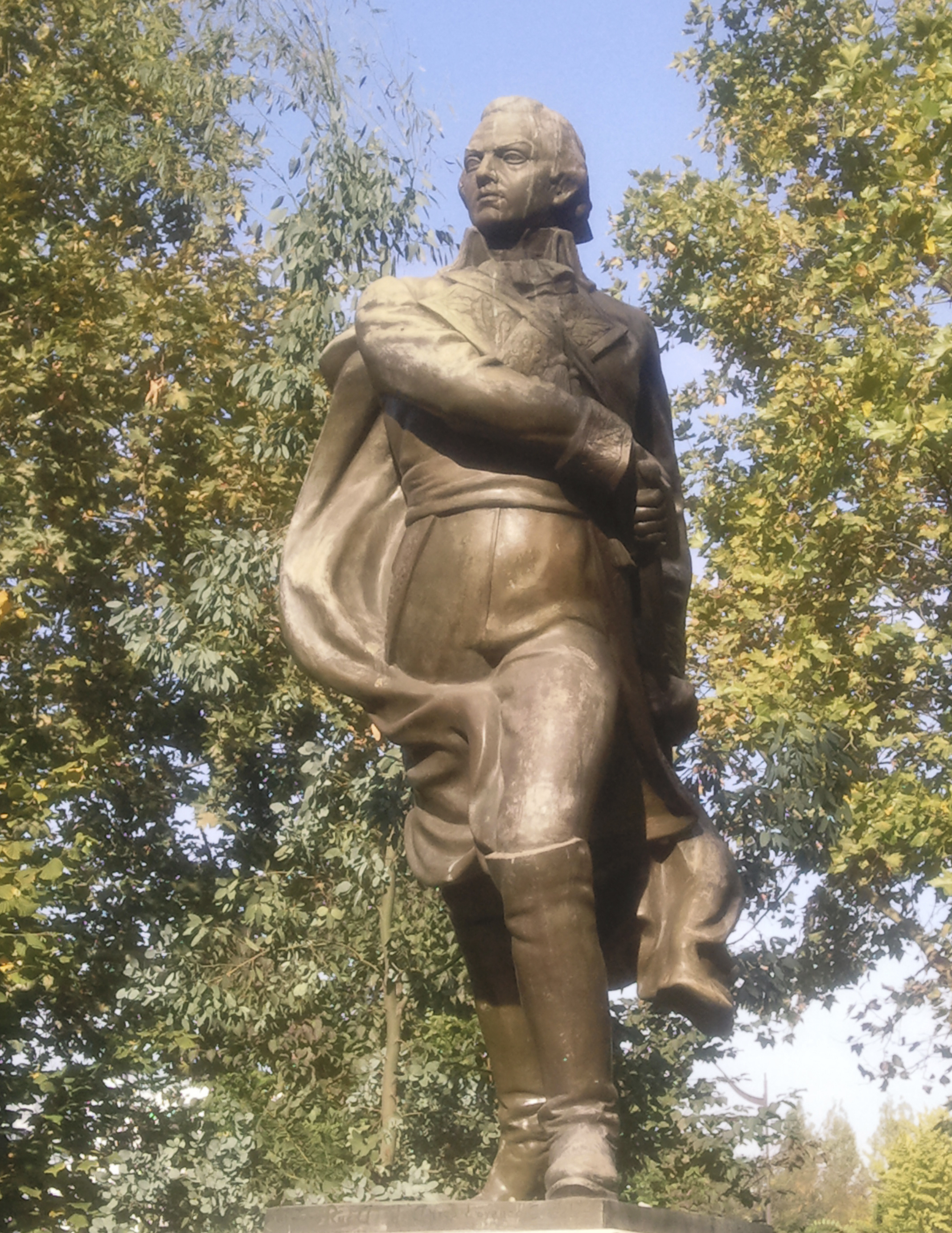
Statue en bronze de Francisco de Miranda, installée dans le square.

Le square comporte neuf sculptures honorant des personnalités de l'Amérique latine, arrangées en arc de cercle sur des piédestaux en pierre. Au centre, la plus grande est une statue de bronze en pied de Francisco de Miranda, installée en 1982, copie par Arturo Rus Aguilera de la statue de Lorenzo González érigée à Valmy. Autour de lui sont disposés des bustes de bronze d'hommes de lettres d'un pays d'Amérique latine. De gauche à droite :
- Venezuela : Andrés Bello (1781-1864)
- Équateur : Juan Montalvo (1832-1889 ; Arturo Rus Aguilera, 1982)
- Nicaragua : Rubén Darío (1867-1916 ; Pablo Mañé (es))
- Chili : Benjamín Vicuña Mackenna (1831-1886 ; Marta Colvin, 1956[7])
- Pérou : Ricardo Palma (1833-1919)
- Uruguay : José Enrique Rodó (1871-1917 ; Pablo Mañé (es), 1934)
- Cuba : José Martí (1853-1895)
- Mexique : Justo Sierra (en) (1848-1912 ; Arturo Rus Aguilera, 1982)

À l'une des entrées du square est érigée depuis 1992 une dernière statue, Poème mythique, du sculpteur costa-ricain Jorge Jiménez Deredia (es).

## Bâtiments remarquables et lieux de mémoire
- La Main jaune, boîte de nuit, située sous le square (1980-2003).